# Patrick Magee

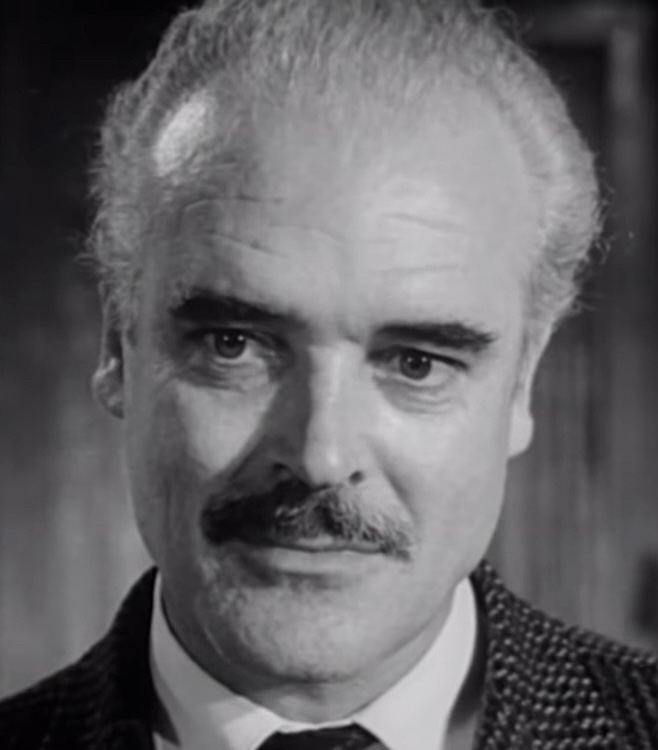
Patrick Magee in Dementia 13 (1963)

Patrick Magee, eigentlich Patrick McGee, (* 31. März 1922 in Armagh, Nordirland; † 14. August 1982 in London, England) war ein britischer Schauspieler, der insbesondere durch seine Zusammenarbeit mit Samuel Beckett und durch seine Rolle des Schriftstellers Mr. Alexander in Stanley Kubricks Film Uhrwerk Orange bekannt wurde. Er ist nicht mit Patrick Macnee zu verwechseln.

## Leben
Magee wurde 1922 in Armagh als Patrick McGee geboren und katholisch erzogen. Als er 1957 nach London umzog, änderte er die Schreibweise seines Familiennamens, um weniger provinziell zu erscheinen. Er trat auf in Becketts All That Fall (dt. Titel: Alle die da fallen) am Royal Court Theatre und beeindruckte den Schriftsteller so sehr, dass er ihm das Theaterstück Krapp’s Last Tape (dt. Titel: Das letzte Band) auf den Leib schrieb (eine BBC-Version davon entstand 1972). Magees große Augen und Augenbrauen sowie seine unverwechselbare Stimme verhelfen ihm zu Rollen als Charakterdarsteller, für gewöhnlich als eine verwirrte Figur hohen Ansehens, obwohl seine frühen Filmrollen auch den mutigen und engagierten britischen Militärarzt in Zulu (1964) beinhalten. Der Kritiker John Simon schrieb, dass Magee „eine Art und Weise hat, jede Silbe, die er spricht, in überreifen Limburger Käse zu verwandeln; er ist der einzige Schauspieler, den ich mir denken kann, dem man mit der Nase zuhört“.
In Francis Ford Coppolas Film Dementia 13 spielte Magee einen Arzt. Dieser Film wurde von Roger Corman produziert, der Magee später auch in seiner Poe-Verfilmung Satanas – Das Schloß der blutigen Bestie besetzte. In weiterer Folge spielte Magee in zahlreichen Low-Budget-Horrorfilmen, er trat regelmäßig für Amicus vor die Kamera und spielte auch eine größere Rolle in dem Hammer-Film Dämonen der Seele. Außerdem spielte er in Joseph Loseys Film Der Diener (nach einem Drehbuch von Harold Pinter) einen Bischof.
Im Jahr 1964 trat Magee der Royal Shakespeare Company bei. Er debütierte in Pinters The Birthday Party (und trat auch in der Filmversion auf) und hatte dann eine Hauptrolle als Marquis de Sade in Die Verfolgung und Ermordung Jean Paul Marats dargestellt durch die Schauspielgruppe des Hospizes zu Charenton unter Anleitung des Herrn de Sade in der Regie von Peter Brook. Die Produktion wurde im Folgejahr an den Broadway übernommen, dort erhielt Magee für seine schauspielerische Leistung einen Tony Award. Auch in der Filmversion (mit dem Kurztitel Marat/Sade) von 1967 wirkte er in derselben Rolle mit. Des Weiteren trat er in der RSC-Produktion Staircase als Gegenspieler Paul Scofields auf.
Magee hatte schon immer Film und Fernsehen als ein Mittel zur Unterstützung von Theaterarbeit geschätzt, und so spielte er in vielen prestigeträchtigen Film- und Fernsehprojekten mit, wobei seine Rolle 1971 in Uhrwerk Orange als seine bekannteste gelten dürfte. Vier Jahre später besetzte ihn Kubrick für Barry Lyndon wieder, aber der Rückgang der Filmproduktionen in Großbritannien ging auch an Magee nicht spurlos vorüber. Seine letzte Hauptrolle war in Walerian Borowczyks Docteur Jekyll et les femmes, einer europäischen Produktion.
Schon immer als starker Trinker bekannt, starb Patrick Magee im August 1982 im Alter von 60 Jahren an einem Herzinfarkt.

## Filmografie (Auswahl)
- 1955–1959: BBC Sunday-Night Theatre (Fernsehserie, 5 Folgen)
- 1956: Der grüne Mann (The Green Man)
- 1960: Die Spur führt ins Nichts (The Criminal)
- 1961: Vergeudetes Leben (Rag Doll)
- 1961: Never Back Losers
- 1961, 1963: Edgar Wallace Mysteries (Fernsehserie, 2 Folgen)
- 1962: Das Netz (A Prize of Arms)
- 1963: Schnelle Autos und Affären (The Young Racers)
- 1963: Küsse für den Mörder (Ricochet)
- 1963: Dementia 13
- 1963: Der Diener (The Servant)
- 1963: Mit Schirm, Charme und Melone (The Avengers, Fernsehserie, 2 Folgen)
- 1964: Zulu
- 1964: An einem trüben Nachmittag (Séance on a Wet Afternoon)
- 1964: Satanas – Das Schloß der blutigen Bestie (The Masque of the Red Death)
- 1965: Der Schädel des Marquis de Sade (The Skull)
- 1965: Das Grauen auf Schloß Witley (Die, Monster)
- 1965: Luther (Fernsehfilm)
- 1967: Marat/Sade
- 1968: Schlacht um Anzio (Lo sbarco di Anzio)
- 1968: Decline and Fall… of a Birdwatcher
- 1968: The Birthday Party
- 1969: Der Killer und die Dirne (Hard Contract)
- 1970: Cromwell – Krieg dem König (Cromwell)
- 1970: Zwei Kerle aus Granit (You Can‘t Win ‘Em All)
- 1971: Troja (The Trojan Women)
- 1971: Uhrwerk Orange (A Clockwork Orange)
- 1972: Geschichten aus der Gruft (Tales from the Crypt)
- 1972: Asylum
- 1972: Der junge Löwe (Young Winston)
- 1972: Papst Johanna (Pope Joan)
- 1972: Dämonen der Seele (Demons of the Mind)
- 1973: Embryo des Bösen (And Now the Screaming Starts!)
- 1973: Diamantenlady (Lady Ice)
- 1973: Verrückt und gefährlich (The Final Programme)
- 1974: Luther
- 1974: Black Beauty (Fernsehserie, Folge 2x23)
- 1974: King Lear (Fernsehserie, 6 Folgen)
- 1974, 1975: Thriller (Fernsehserie, 2 Folgen)
- 1975: Barry Lyndon
- 1977: Wer bezahlt den Fährmann? (Who Pays the Ferryman?, Miniserie)
- 1977: Telefon
- 1978: Die Abenteuer des David Balfour (Kidnapped, Miniserie)
- 1979: Die Schwestern Brontë (Les Sœurs Brontë)
- 1980: Die seltsamen Missionen des Dominick Hide (The Flipside of Dominick Hide)
- 1980: Hawk – Hüter des magischen Schwertes (Hawk the Slayer)
- 1981: Die Stunde des Siegers (Chariots of Fire)
- 1981: The Black Cat
- 1981: Docteur Jekyll et les femmes
- 1982: Horace (Fernsehserie, Folge 1x04)